# Mosquée Assalam de Nantes
Pour les articles homonymes, voir Mosquée Assalam.
La mosquée Assalam est un édifice religieux musulman français, situé à Nantes, dans le département de la Loire-Atlantique. Elle est gérée par l'Association Islamique de l'Ouest de la France (AIOF). Ce complexe architectural, constitué d'une salle de prière et d'un bâtiment culturel, a été créé par la SCP d'architecture Laïdi - Chateigner & Associés.

## Localisation
Au sein du quartier Malakoff - Saint-Donatien, la mosquée, siège de « Association Islamique de l’Ouest de la France » (AIOF), s'élève rue de la Roche, face au parc de la Roche (adresse postale est au no 136 boulevard de Seattle situé à proximité).

## Histoire
L'« Association Islamique de l’Ouest de la France », une association culturelle régie par la loi de 1901, affiliée à l'Union des organisations islamiques de France (UOIF), est à l'origine de la création de la mosquée, aujourd'hui siège de l'association. 
En 2009, commence la construction de l'édifice qui est achevé trois ans plus tard et inauguré le 17 novembre 2012.
La mosquée Assalam remplace la mosquée El Forqane, aménagée en 1984 dans l'ancienne chapelle Saint-Christophe. Celle-ci, située non loin de là dans le vieux Malakoff, au no 15 quai Malakoff, à l'angle de la rue de l'Allier, près du stade Marcel-Saupin, était devenue trop exiguë et est démolie début 2014 pour laisser la place à un programme immobilier.
En novembre 2015, la mosquée Assalam accueille un office interreligieux avec des représentants des cultes bouddhiste, catholique, juif, orthodoxe et protestant rendant hommage aux victimes des attentats du 13 novembre 2015.
Lors de la rentrée scolaire 2018, le second étage du centre culturel de la mosquée devrait accueillir un collège musulman constitué de deux classes (une 6e et une 5e). L'établissement portera le nom d’Al-Bader et sera sous statut privé hors contrat. Le nombre de classes pourra évoluer dans les années à venir si les responsables de la mosquée obtiennent des locaux supplémentaires. L’enseignement, qui sera dispensé par des professionnels devra être conforme à celui qui est proposé dans les établissements publics et privés, et il sera complété, pour ceux qui le souhaitent, de temps d’initiation à la lecture du Coran.

### Financement
La construction de la mosquée fut financée en partie par un homme d’affaires qatarien Bader Abdullah Al-Darwish, dont le centre culturel associé à la mosquée porte le nom de son père défunt . Selon le quotidien Libération, cette donation s’inscrit dans une tendance de plus en plus généralisée de recours à des financements en provenance de pays étrangers pour, dans le cas du Qatar, favoriser l'UOIF dans la construction des mosquées en France.
Dans un article du Figaro publié le 20 mars 2015, Jean-Christophe Moreau affirme que les financement publics contournent la loi de séparation des Églises et de l'État (dite « loi de 1905 ») interdisant à l’état de subventionner les cultes et cite en exemple « la mosquée Assalam (...) construite sur un terrain vendu par la municipalité, tout en bénéficiant d'une subvention « culturelle » de 200 000 euros et d'une garantie d'emprunt à hauteur de 346 800 euros. ». Cette subvention est formellement démentie par l’imam Ben Saïd dans communique publié le 15 janvier 2017 sur son compte Facebook parlant : « L’AIOF est très étonnée des accusations portées par les sites FDSOUCHE et Résistance républicaine, surtout que les propos tenus sont fantaisistes et purement diffamatoires », accusation véhiculée selon le site France Info par le site Breizh Info.
Selon le site France Info : « le centre islamique, dont le coût avoisinait 4,5 millions d’euros, n’a pas reçu d’argent public pour sortir de terre, bien qu’une somme ait été proposée par Jean-Marc Ayrault, maire de Nantes à l’époque. La moitié du financement a finalement été pris en charge par l’association via des collectes ; l’autre moitié est venue des poches d’un homme d’affaires qatari. ».

## Architecture et arts
L'architecture de la mosquée Assalam fait la synthèse d'éléments historiques et contemporains.
- Plan

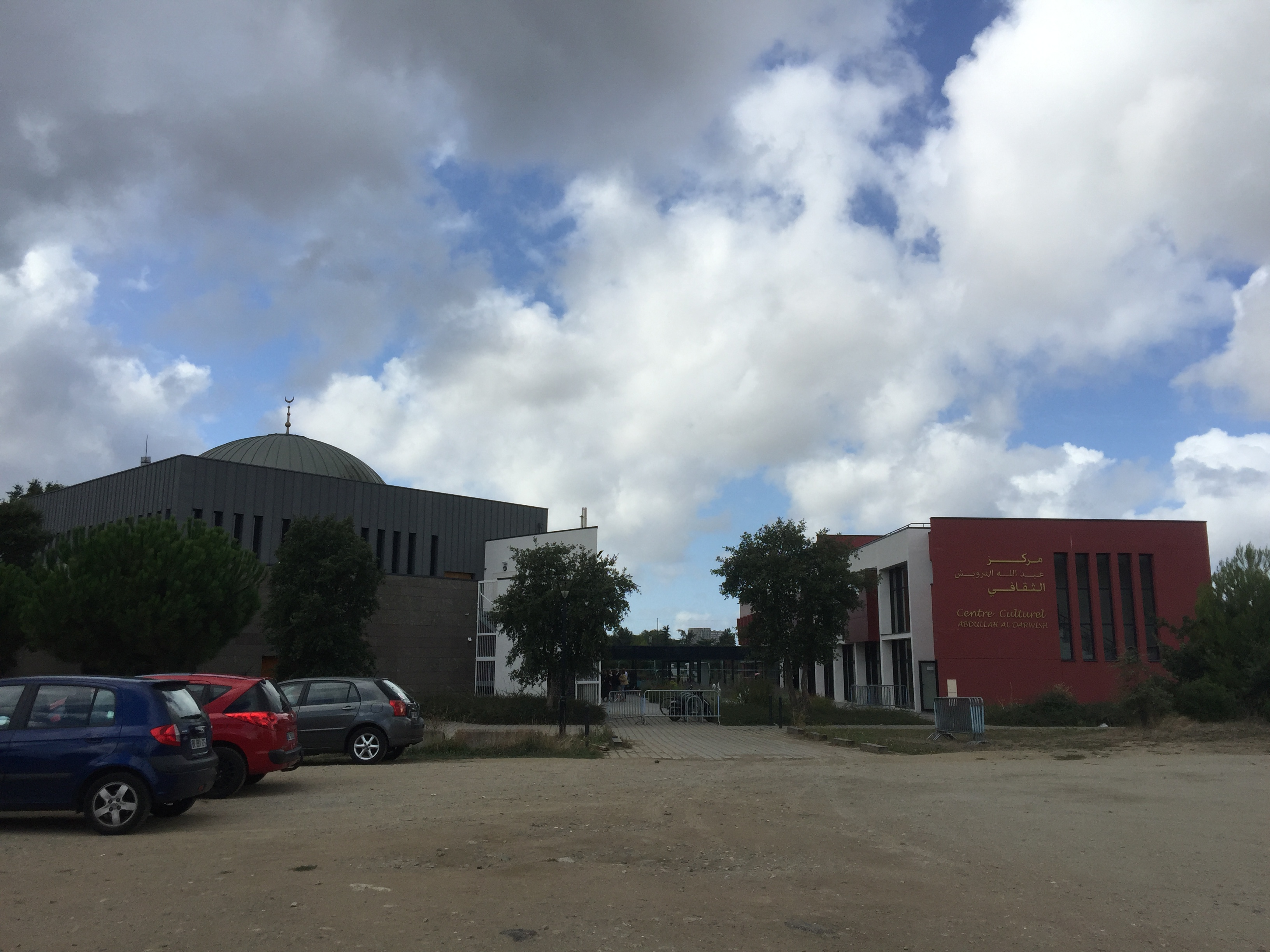
Mosquée Assalam de Nantes et centre culturel, photographie, 2019.

La mosquée, d'une superficie de 2 100 m2, est construite sur un terrain de 3 100 m2. L'ensemble architectural comprend en réalité deux bâtiments distincts : la mosquée « proprement dite » et le « centre culturel Abdullah Al Darwish » qui abrite des salles de cours, une médiathèque, une salle polyvalente, une bibliothèque, une agence de voyages, un restaurant et trois studios permettant accueillir des conférenciers et invités de passage. Ces deux bâtiments, séparés par un patio à ciel ouvert comprenant trois bassins à fontaine, qui sont reliés entre eux par une galerie.
On a accès au bâtiment par un portail au niveau de la façade sud. Un hall desserve deux niveaux. Le premier niveau est composé d'une salle de prière et des ablutions. Le second niveau est constitué de bureaux administratifs et culturels.
La structure est supportée par des murs porteurs en béton armée. Une vingtaine de colonnes supportent une coupole centrale apposée sur un carré. Au second niveau de la salle de prière, il y a une salle en mezzanine en forme de galerie. La coupole est maintenue par des poteaux horizontaux formant un carré supporté par des colonnes verticales.
- Extérieur

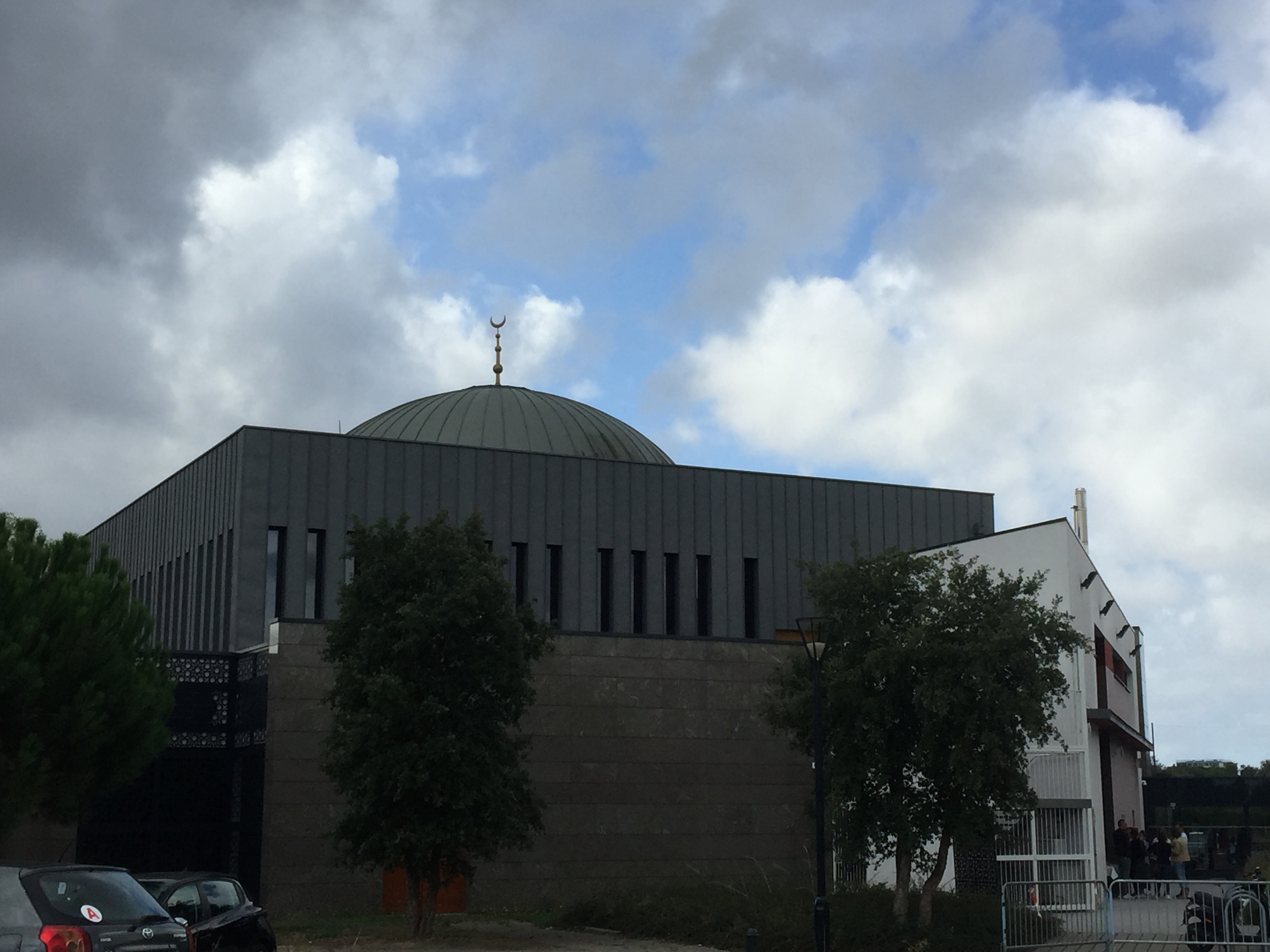
Mosquée Assalam de Nantes, Photographie, 2019.

Son minaret culmine à une hauteur de 17 m soit 3 m de plus que son dôme. Il est construit d'une manière moderne avec l'utilisation du verre transparent. Durant la nuit, le minaret est éclairé.
Les façades sont de couleur grise comme le dôme. Elles ne disposent pas de fenêtres au premier niveau contrairement au second niveau qui présente des fenêtres longues et minces.
- Intérieur

L'intérieur de la mosquée est décoré de zellige. La salle de prière hypostyle soutenue par 20 colonnes et dotée d'un mihrab en bois de cèdre, peut accueillir jusqu’à 1 500 fidèles, dont une aile supérieure décorée en bois exotique réservée aux femmes.

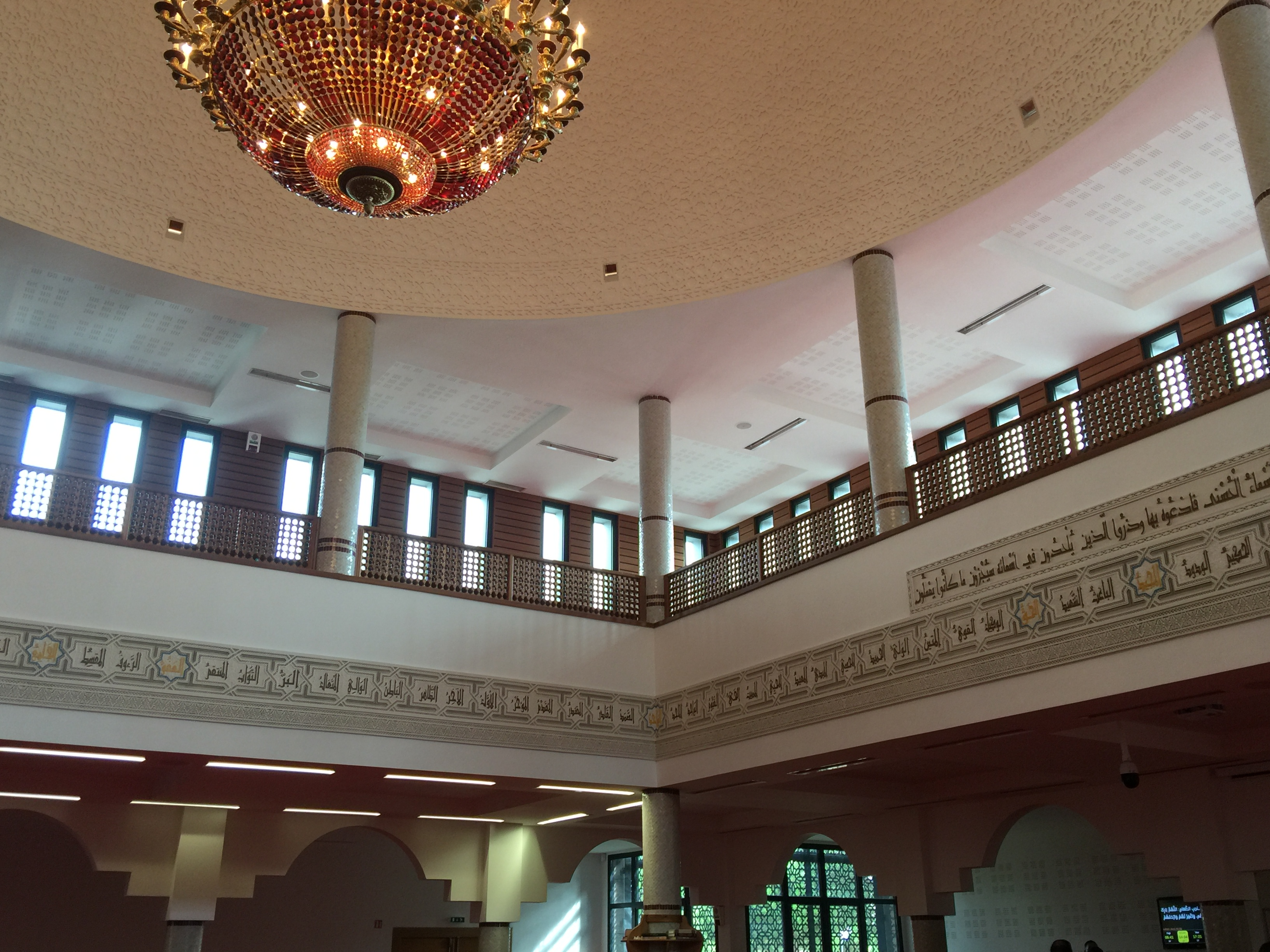
Intérieur de la Mosquée Assalam de Nantes au rez-de-chaussée, photographie, 2019.

La mosquée Assalam contient au sein de sa salle de prière les équipements typiques d'un lieu de culte musulman : un mihrab et un minbar. Le minbar consiste à une sorte de balcon en bois. Ces derniers sont décorés avec de la calligraphie islamique peinte.

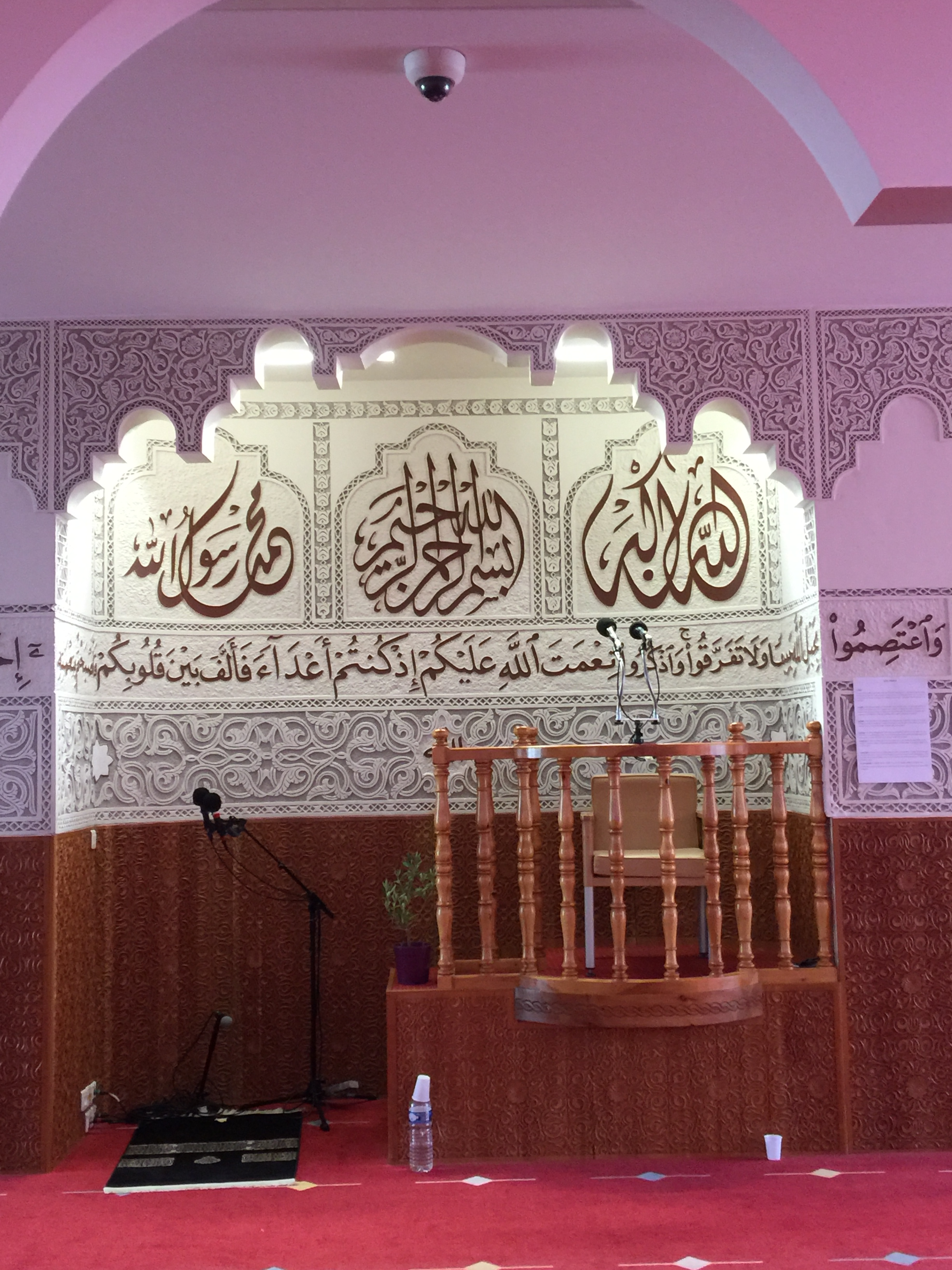
Mihrab et minbar de la mosquée Assalam de Nantes, photographie, 2019.